# Hétérophobie (peur d'autrui)
Ne doit pas être confondu avec Hétérophobie (rejet de l'hétérosexualité).
L’hétérophobie est comprise depuis les années 1950 comme la peur d'autrui. Il s'agit en particulier d'un synonyme de xénophobie.

## Selon Francis Marmande
En 1951, dans le cadre de la recension d'un rapport de Michel Leiris pour l'UNESCO intitulé Race et civilisation, Georges Bataille développe un concept d'hétérophobie.
Selon Francis Marmande, le concept d'hétérophobie développé par Georges Bataille s'ancre dans son projet plus large et déjà ancien d'une « hétérologie », i.e. « l'observ[ation de] tous les phénomènes humains, individuels ou sociaux, sous l'angle de l'hétérogène ». Dans une recension d'un ouvrage de Francis Marmande consacré à Bataille, Annie Geffroy précise: « à l'homogène (l'utile, la production, le régulier) seul objet de la science, Bataille oppose l'hétérogène, impossible à assimiler aussi bien socialement que scientifiquement. L'hétérogène, c'est l'inconscient, le sacré (dans son double sens de souillé et de saint), la dépense improductive ; mais aussi bien : le rejet, le déchet, l'excrément (l'hétérologie pourrait s'appeler scatologie) ».
Le concept d'hétérophobie développé par Georges Bataille a vocation à mettre en évidence la part de « phobie » et le caractère non-idéologique car historique et néanmoins « inhérent à l'humanité » (Bataille précise paradoxalement: « historique c'est-à-dire humain ») du « racisme ». Bataille estime en effet que les caractères « phobique » et « humain » du racisme sont occultés aussi bien par ceux qui pensent le racisme en termes naturalistes (innéité et hérédité du racisme chez l'homme) que ceux qui, comme Leiris, le réduisent à un « mythe », une « propagande intéressée », un simple « préjugé [...] lié essentiellement à des antagonismes reposant sur la structure économique des sociétés modernes », structures qu'il suffirait alors de changer,.
Selon Marmande commentant l'article de Bataille, « parler de phobie, c'est insister sur le côté électif du préjugé, mais c'est aussi rappeler ce que son fonctionnement a d'impératif et d'irrationnel. C'est renvoyer à l'inconscient et aux affects, la peur, l'horreur ». Soulignant encore une fois les caractères phobique et humain de l'hétérophobie, Bataille juge que l'attitude de l'oppresseur hétérophobe « est moralement d'une extrême bassesse: elle suppose la stupidité et la lâcheté d'un homme qui donne à quelque signe extérieur une valeur qui n'a d'autre sens que ses craintes, sa mauvaise conscience et le besoin de charger d'autres, dans la haine, d'un poids d'horreur inhérent à notre condition. Les hommes haïssent, autant qu'il semble, dans la mesure où ils sont eux-mêmes haïssables ».

## Selon Albert Memmi
Albert Memmi développe un concept d'hétérophobie défini comme fonction vitale de l'espèce humaine assurant le « refus terrifié et agressif d’autrui ». L'hétérophobie se distingue du racisme mais lui est liée en tant que le second est « une élaboration discursive » de la première, une « justification de ces émotions simples ». Selon Memmi, le concept d'hétérophobie a vocation à dépasser la limitation que la référence à la "race" vient poser au concept de racisme. En effet, stricto sensu, le racisme se fonde sur une prétendue différence raciale et donc biologique. Le concept d'hétérophobie pourrait ainsi désigner en les regroupant « ces constellations phobiques et agressives, dirigées contre autrui, qui prétendent se légitimer par des arguments divers, psychologiques, culturels, sociaux ou métaphysiques, et dont le racisme, au sens biologique, serait une variante »
En 1981, Albert Memmi écrit un article consacré à son concept d'hétérophobie pour la revue du MRAP Différences. Lorsqu'il aborde la question de l'homophobie, il déclare : « J'ai oublié de vous parler des homosexuels. [...] Il ne suffit pas de clamer son indignation devant leur exclusion. Il faut l'expliquer. Il existe indéniablement un malaise chez les gens "normaux" qui provient d'un double désordre. Le désordre biologique est manifeste. La norme biologique est la copulation hétérosexuelle. Le législateur ne peut pas ne pas en tenir compte même pour protéger les homosexuels. Il existe aussi un désordre psychologique : une société vivante est une société qui se reproduit, sinon elle est condamnée à sa disparition. Les éléments homosexuels sont des éléments condamnés à disparaître. C'est, pardonnez cette métaphore, les mulets de la race humaine, naturellement cela ne veux [sic] pas dire qu'il faille persécuter les mulets, ils peuvent même rendre de grand service [sic], très spécifique [sic]... ».
La déclaration est reprise peu après par le magazine Gai Pied. Ce dernier commente: « M. Albert Memmi, professeur de sociologie à Nanterre, se croit très finaud d'avoir inventé pour désigner la peur de l'autre le terme d'hétérophobie. En fait Albert Memmi n'est qu'un piètre homophobe. »

## Selon Pierre-André Taguieff
Dans son ouvrage intitulé La Force du préjugé (1988), l'historien des idées et politologue français Pierre-André Taguieff reprend le concept d'hétérophobie afin de produire une typologie des racismes ; il distingue ainsi deux types de racisme entretenant chacun un rapport particulier à la différence : le « racisme hétérophile » et le « racisme hétérophobe ».